# 加藤元気
加藤 元気（かとう もとき、1978年8月18日（46歳） - ）は、千葉県船橋市出身のサッカー選手。ポジションはミッドフィールダー。

## 人物・来歴
高校卒業後、単身ウルグアイリーグのトライアウトへ。リベルプールFCの3軍時に得点ランキング10位。CAフェニックスの2軍時には前期リーグのアシスト王を獲得。50mを5.8秒で走る俊足を生かしたFWだったが、CAフェニックスに移籍後、巧みなテクニックと視野の広さを買われトップ下にコンバートされる。
CAフェニックスの1軍時には2010年ワールドカップMVPのフォルランを始め、元アルゼンチン代表のアイマールやサビオラなどとも試合をした経験を持つ。帰国後、Jリーグ数チームで練習生としてプレーするも、正式契約のオファーはなし。その後、在日南米人チームに所属しながら、コーチの道へ進む。

## 所属クラブ
ユース経歴
- 1987年 - 1990年 習志野台第二小学校
- 1991年 - 1992年 坪井中学校
- 1992年 - 1993年 三井千葉FC
- 1994年 - 1996年 習志野高校

プロ経歴
- 1997年 - 1998年 リベルプールFC（ウルグアイ）
- 1998年 - 1999年 CAフェニックス（ウルグアイ）